# مارك جيل (كاتب)
مارك جيل (بالإنجليزية: Mark Gill)‏ هو كاتب سيناريو ومخرج بريطاني، ولد في القرن العشرين في ترافورد في المملكة المتحدة.

## وصلات خارجية
- مارك جيل على موقع IMDb (الإنجليزية)
- مارك جيل على موقع ألو سيني (الفرنسية)
- مارك جيل على موقع أول موفي (الإنجليزية)
- مارك جيل على موقع قاعدة بيانات الأفلام السويدية (السويدية)
- مارك جيل على موقع قاعدة بيانات الفيلم (الإنجليزية)
- مارك جيل على موقع كينوبويسك (الروسية)